# Tatsurō Kimura
Tatsurō Kimura (japanisch 木村 龍朗 Kimura Tatsurō; * 24. Juni 1984 in der Präfektur Hiroshima) ist ein ehemaliger japanischer Fußballspieler.

## Karriere
Kimura erlernte das Fußballspielen in der Jugendmannschaft von Sanfrecce Hiroshima. Seinen ersten Vertrag unterschrieb er 2003 bei den Sanfrecce Hiroshima. Der Verein spielte in der zweithöchsten Liga des Landes, der J2 League. 2003 wurde er mit dem Verein Vizemeister der J2 League und stieg in die J1 League auf. Für den Verein absolvierte er sieben Erstligaspiele. Danach spielte er bei den Zweigen Kanazawa und V-Varen Nagasaki. Ende 2008 beendete er seine Karriere als Fußballspieler.